# Byādgi
Byādgi är en ort i Indien.   Den ligger i distriktet Haveri och delstaten Karnataka, i den södra delen av landet, 1 600 km söder om huvudstaden New Delhi. Byādgi ligger 613 meter över havet och antalet invånare är 27 719.
Terrängen runt Byādgi är platt, och sluttar norrut. Runt Byādgi är det tätbefolkat, med 331 invånare per kvadratkilometer. Närmaste större samhälle är Ranibennur, 16,3 km öster om Byādgi. Trakten runt Byādgi består till största delen av jordbruksmark.